# Diphyus carbo
Diphyus carbo là một loài tò vò trong họ Ichneumonidae.